# Семенкевич Юліан Миколайович
Юліан (Юлій) Миколайович Семенкевич (1859—1942) — український зоолог і ботанік, доцент, зберігач і завідувач Зоологічного музею Київського університету.
Був багатостороннім природознавцем, але найбільшу увагу приділяв вивченню як наземних, так і водяних рівноногих ракоподібних (Isopoda), описав три нових для науки види цієї групи з озера Байкал.
На честь дослідника названо багатоніжку лептоюлус Семенкевича, ендеміка Придніпров'я, занесеного до Червоної книги України, перші відомі екземпляри якого були зібрані Семенкевичем.

## Життєпис

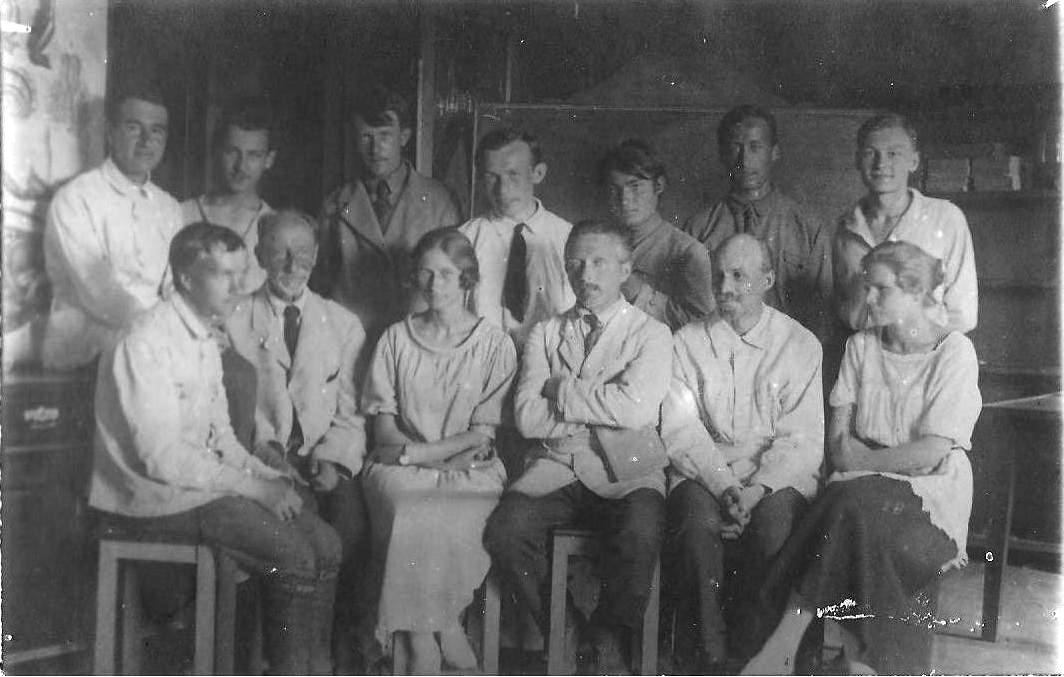
Зоологи Київського університету, 1923 рік. Юліан Семенкевич другий ліворуч у нижньому ряду, поруч з відомими вченими Д. Є. Белінгом (4-й в нижньому ряду), І. І. Шмальгаузеном (5-й в нижньому ряду) та Б. І. Балінським (останній в верхньому ряду).

Працював на кафедрі зоології Київського університету під керівництвом професора О. О. Коротнєва. Взимку і навесні 1891 року, будучи лаборантом кафедри зоології, за сприяння О. О. Коротнєва, здійснив робочий візит на Віллафранкську зоологічну станцію (Віллафранка-ді-Верона, Італія) з метою вивчення морської фауни, зокрема для продовження своїх досліджень морських кільчастих червів, розпочатих у 1889—1890 роках у Севастополі, а також для запозичення методів фіксації колекційних зразків морських організмів і для поповнення колекцій Зоологічного музею Київського університету.
Влітку 1898 року, вже будучи зберігачем («консерватором») Зоологічного музею Київського університету, удвох з професором О. О. Коротнєвим відвідав архіпелаг Шпіцберген (Норвегія), де ними були зібрані багаті зоологічні та ботанічні колекції.
У 1900—1902 роках разом з О. О. Коротнєвим вивчав фауну озера Байкал, в результаті чого зокрема згодом опублікував статтю про водяних осликів Байкалу, опсиавши три нових для науки види цих тварин.
Зберігачем Зоологічного музею Київського університету працював протягом 1898—1915 років, згодом був завідувачем музею. Доцент. Член Київського товариства природознавців.
У 1919—1920 роках був співробітником, зоологом-фауністом, при Комітеті вивчення фауни УАН в Києві, для якого проводив фауністичні дослідження рівноногих і багатоніжок, також нетривалий час працював у Зоологічному музеї УАН.
Протягом усієї кар'єри проводив чимало ботанічних досліджень, збирав гербарії, опублікував кілька флористичних статей, а у 1920-х роках певний час працював також в Інституті ботаніки ВУАН.
Юліан Семенкевич, окрім іншого, зібрав велику колекцію багатоніжок у Києві та околицях, з якою під час візиту до Києва у 1927 році, разом з іншими матеріалами, працював відомий шведський зоолог Ганс Льомандер (1896—1961), описавши три нових для науки види і назвавши один з них на честь Семенкевича — Leptoiulus semenkevitschi Lohmander, 1928, лептоюлус Семенкевича. Цей вид залишається загальновизнаним, він вкрай рідкісний і відомий лише за окремими знахідками на Київщині та Черкащині, з 1994 року занесений до Червоної книги України. Колекція багатоніжок Льомандера з України зі значною кількістю зборів Семенкевича зберіглася у фондах Зоологічного музею Національного науково-природничого музею НАН України, хоча до 2021 року вважалася втраченою.
Одночасно зі збором багатоніжок Юліан Семенкевич також створив суттєву колекцію мокриць Києва та околиць, на основі якої він вже особисто опублікував фауністичну статтю у 1931 році.
Похований на Лук'янівському кладовищі.

## Деякі праці
- Семенкевич Ю. Отчёт о поездке на Виллафранкскую зоологическую станцию зимою 1891 года (с рисунк.). Университетские известия. 1892. № 5. С. 7–8.
- Семенкевич, Ю. Н., 1924. О байкальских водяных осликах. Рус. гидробиол. журн, 3(1/2), сс. 8-14.
- Семенкевич, Ю. М., 1925. Деякі доповнення до флори околиць Києва. Вісн. Київ. ботан. саду, Вип, 3, сс. 35-46.
- Semenkevitsh, J., 1931. Isopoda terrestria der Umgegend von Kiew. Mémoires de la Classe des Sciences naturelles et techniques de l'Academie des Sciences d ‘Ukraine, 5, pp. 3-16.

## Описані види
Всі три види описані з озера Байкал в одній статті 1924 року і належать до родини  Asellidae (водяні ослики), були описані в роді Asellus, але два види згодом були перенесені до роду Baicalasellus, виокремленого у 1931 році, при цьому ці три види визнаються і зараз:
- Asellus dybowskii Semenkevich, 1924[14], вид названо на честь Бенедикта Дибовського
- Baicalasellus korotnewii (Semenkevich, 1924)[15], вид названо на честь Олексія Коротнєва
- Baicalasellus minutus (Semenkevich, 1924)[16]